# Maidam
Maidam, auch als Frang-Mai-Dam bekannt, ist eine traditionelle Grabstätte der Ahom-Religion in Assam, Indien. Der Begriff leitet sich vom Tai-Wort Phrang Mai-Dam oder Mai-tam ab, wobei phrang „begraben“ und dam „Totengeist“ bedeutet.
Maidams dienten als Begräbnisstätten für Könige, Königinnen und Adlige der Ahom-Dynastie. Die am besten erhaltenen Maidams in Charaideo, etwa 30 Kilometer östlich der Stadt Sivasagar, wurden 2024 in die UNESCO-Welterbeliste aufgenommen.
Strukturell bestehen Maidams aus unterirdischen Gewölben mit einer oder mehreren Kammern. Darüber erhebt sich ein kuppelförmiger Aufbau, der von einem halbkugelförmigen Erdhügel bedeckt wird. An der Spitze befindet sich ein offener Pavillon, der als chow chali bezeichnet wird. Die gesamte Anlage ist von einer achteckigen Zwergmauer umgeben.
Für die Ahom-Gemeinschaft in Assam haben die Maidams eine große kulturelle und religiöse Bedeutung. Sie sind mit der Ahnenverehrung und dem Fest Me-Dam-Me-Phi verbunden. Die Ausgrabung und Erforschung der Maidams wird von einigen Mitgliedern der Gemeinschaft als Affront gegen ihre Traditionen betrachtet.